# Gangstar
Gangstar è una serie di videogiochi, cloni di Grand Theft Auto, prodotta da Gameloft. La serie conta attualmente 5 capitoli principali (6 se si conta anche Gangstar: West Coast Hustle che si tratta di un remake del precedente Gangstar 2: Kings of L.A.).

## Videogiochi
| Nome                        | Data | Piattaforme                    |
| --------------------------- | ---- | ------------------------------ |
| Gangstar: Crime City        | 2006 | Java                           |
| Gangstar 2: Kings of L.A.   | 2008 | Java, Blackberry, Nintendo DSi |
| Gangstar: West Coast Hustle | 2009 | iOS, webOS, Android            |
| Gangstar: Miami Vindication | 2010 | iOS, Android                   |
| Gangstar: Vegas             | 2013 | iOS, Android                   |
| Gangstar: New Orleans       | 2017 | Java, iOS, Android             |